# Jan Chrzanowski (ur. ok. 1753)
Jan Chrzanowski (ur. ok. 1753) – podpułkownik Korpusu Artylerii Litewskiej.
Pochodził z brzeskolitewskiego, służył w milicji Radziwiłłów, wraz z oddziałem radzwiłłowskim przeszedł na stronę konfederacji barskiej. Wziął udział w ataku na broniony przez Rosjan Kraków, uczestniczył w dwutygodniowym oblężeniu Częstochowy. Po zdobyciu Wawelu w załodze krakowskiej, w 1772 dostał się do rosyjskiej niewoli. Po wyjściu z niej przez kilka lat podróżował po Europie z wojewodą wileńskim Karolem Stanisławem Radziwiłłem Panie Kochanku. Uczestnik wojny polsko-rosyjskiej 1792, odznaczony Krzyżem Kawalerskim Orderu Virtuti Militari.